# Shūzō Awaji
Awaji Shuzo (淡路修三?) (13 de agosto de 1949) es un jugador de go profesional.

## Biografía
Awaji Shuzo se convirtió en jugador de go profesional cuando tenía 19 años. Fue promocionado a 9 dan después de disputar el título Honinbo en 1984. A pesar de haber competido por los siete grandes títulos de Japón (Kisei, Meijin, Honinbo, Judan, Tengen, Oza y Gosei) nunca consiguió ganar ninguno.

## Campeonatos y subcampeonatos
| Títulos  | Años ganado |
| -------- | ----------- |
| Extintos | 1           |
| Shin-Ei  | 1978, 1980  |

| Títulos  | Años perdido |
| -------- | ------------ |
| Actuales | 4            |
| Meijin   | 1989         |
| Honinbo  | 1984         |
| Tengen   | 1983         |
| Gosei    | 1983         |